# Taekwondo nos Jogos Pan-Americanos de 2019 - Poomsae por equipes mistas
A competição do poomsae equipes mistas do taekwondo nos Jogos Pan-Americanos de 2019 ocorreu no dia 28 de julho, no Polideportivo Villa El Salvador em Callao, Lima.

## Medalhistas
|  | USA Estados Unidos                                  |  | CAN Canadá                                             |  | PUR Porto Rico                                                   |
|  | Ethan Sun Sae-Jin Yi Kayrn Real Andrew Lee Alex Lee |  | Mark Bush AJ Assadian Jinsu Ha Valerie Ho Michelle Lee |  | Miguel Rivera Luis Colon Bryan Ribera Fabiola Ruiz Arelis Medina |

## Resultados
| Posição           | Atletas                                                                 | Nação              | Total |
| ----------------- | ----------------------------------------------------------------------- | ------------------ | ----- |
| Medalha de ouro   | Ethan Sun Sae-Jin Yi Kayrn Real Andrew Lee Alex Lee                     | USA Estados Unidos | 7.240 |
| Medalha de prata  | Mark Bush AJ Assadian Jinsu Ha Valerie Ho Michelle Lee                  | CAN Canadá         | 7.120 |
| Medalha de bronze | Miguel Rivera Luis Colon Bryan Ribera Fabiola Ruiz Arelis Medina        | PUR Porto Rico     | 7.000 |
| 4                 | Marco Arroyo Daniela Rodriguez Paula Fregoso Leonardo Juarez Ana Ibanez | MEX México         | 6.920 |
| 5                 | Eduardo Garrido Maria Eufragio Dany Coy Hector Morales Maria Higueros   | GUA Guatemala      | 6.860 |
| 6                 | Marcela Castillo Hugo Del Castillo Jose Montejo Renzo Saux Ariana Vera  | PER Peru           | 6.580 |